# Podophthalmus
Podophthalmus is een geslacht van kreeftachtigen uit de klasse van de Malacostraca (hogere kreeftachtigen).

## Soort
- Podophthalmus vigil (Fabricius, 1798)